# Saint-Étienne-l'Allier
Saint-Étienne-l'Allier è un comune francese di 506 abitanti situato nel dipartimento dell'Eure nella regione della Normandia.

## Società

### Evoluzione demografica
Abitanti censiti